# 1979
Évszázadok: 19. század – 20. század – 21. század
Évtizedek: 1920-as évek – 1930-as évek – 1940-es évek – 1950-es évek – 1960-as évek – 1970-es évek – 1980-as évek – 1990-es évek – 2000-es évek – 2010-es évek – 2020-as évek
Évek: 1974 – 1975 – 1976 – 1977 –  1978 – 1979 – 1980 – 1981 – 1982 – 1983 – 1984

## Események

### Január
- január 1.
  - Az Egyesült Államok és a Kínai Népköztársaság felveszi a diplomáciai kapcsolatokat.[1]
  - Megszűnik a vízumkényszer Ausztria és Magyarország között.[2]
  - Franciaországban bevezetik az Általános forgalmi adóértéktöbbletadót.[3]
- január 7. – A kambodzsai felkelők és vietnámi csapatok elfoglalják Phnompent, Kambodzsa fővárosát.
- január 16. – Mohammad Reza Pahlavi iráni sah – feleségével és gyermekeivel – elhagyja az országot.[4]
- január 17–24. – Népszámlálási adatok szerint a Szovjetunió lakossága 262 440 000;
- január 24. – II. János Pál pápa a Vatikánban fogadta Andrej Gromiko szovjet külügyminisztert.
- január 25.–február 1. – Első külföldi útján II. János Pál pápa a Dominikai Köztársaságba, Mexikóba és a Bahama-szigetekre látogat.
- január 25.–február 15. – gázkitörés a Bács-Kiskun megyei Zsanán
- január 29. – II. János Pál pápa részt vesz és felszólal a Latin-amerikai Püspöki Tanács (CELAM) pueblai konferenciáján.

### Február

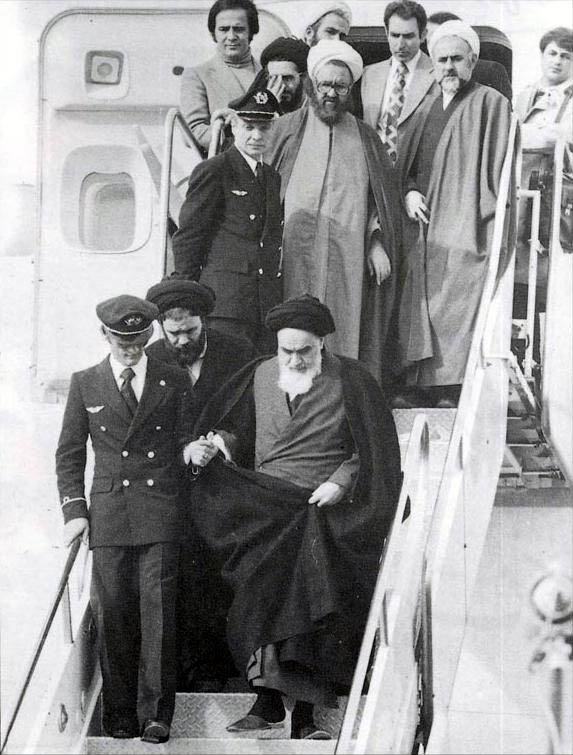
Khomeini ajatollah visszatérése Teheránba

- február 1. – Khomeini ajatollah, a legfőbb siíta vallási vezető visszatér Teheránba párizsi emigrációjából.[4]
- február 11. – Iránban megbukik a Mohammad Reza Pahlavi sah nevével fémjelzett elnyomó rendszer.[4]
- február 27. – Václav Havel levéllel fordul Rudolf Kirchschläger osztrák elnökhöz, melyben csehszlovákiai látogatása idején közbenjárását kéri a politikai foglyok érdekében.[5]

### Március
- március 4. – Megjelenik II. János Pál pápa Redemptor hominis (Az ember Megváltója) kezdetű első, programadó enciklikája, melyben a kétségek és kételyek helyett a hit bizonyságát kínálja kora emberének.[6]
- március 10. – Romániában megalakul az első szabad szakszervezet, a SLOMR (Sindicatul Liber al Oamenilor Muncii din România, Romániai Dolgozók Szabad Szakszervezete).[7]
- március 12–14. – A kilencek konferenciája, bevezetik az európai valutaegységet.[8]
- március 25. – Megérkezik a Kennedy Űrközpontba az első többször felhasználható űreszköz, a Columbia űrrepülőgép.
- március 26. – Az Egyiptommal kötött béke értelmében Izrael kivonul a Sínai-félszigetről.[9]
- március 28. – A Three Mile Island-i atomerőmű-baleset. (A meghibásodott hűtőrendszer az Egyesült Államok legsúlyosabb nukleáris balesetét okozza.)

### Április
- április 1. – Az irániak elfogadják az iszlám köztársaság új alkotmányát, amely a legfőbb vallási vezető kezébe adta a hatalmat.[4]
- április 2. – Az egyik szverdlovszki porcelángyár melletti titkos katonai laboratóriumból lépfene-baktérium szabadul el, ami több tucat ember halálát okozza (Szverdlovszki baleset), melyre csak a Szovjetunió összeomlásakor derül fény.[10]
- április 11. – A NATO létrehozza a Különleges Csoportot, mely a hadszíntéri atomrendszerek fegyverzetkorlátozási vonatkozásait tanulmányozza.[11]
- április 15. –  – Földrengés Crna Gorában és a környező területeken.[12]
- április 20. – Leonyid Brezsnyev szovjet főtitkár egészségügyi okok miatt nem vesz részt a Lenin-évforduló ünnepségein.

### Május
- május 3. – Parlamenti választás Nagy-Britanniában, amely a Margaret Thatcher vezette Konzervatív Párt győzelmével zárul.[13]
- május 4. – Margaret Thatcher kerül a brit miniszterelnöki székbe.[14] (Európában ő volt az első nő, aki kormányfővé választottak, és ő volt az első XX. századi brit miniszterelnök, aki pártja élén egymás után háromszor nyert választást.)[15]
- május 23. – Karl Carstenst az NSZK elnökévé választják.[16]
- május 29. – A csehszlovák hatóságok letartóztatják a Jogtalanul Üldözötteket Védelmező Bizottság (VONS) 15 tagját, közülük hat ellen pert indítanak, és 2-5 éves szabadságvesztésre ítélik őket, köztük van Václav Havel és Jiří Dienstbier.[17]

### Június

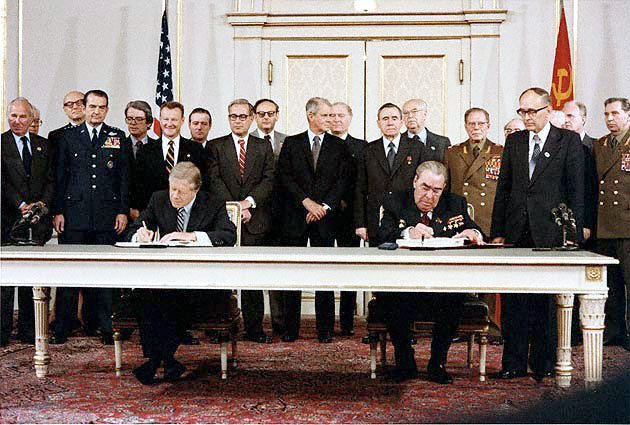
A SALT–2 aláírása

- június 1. – A sajóbábonyi TNT-robbanás.
- június 2–10. – Először zarándokol hazájába, Lengyelországba II. János Pál pápa.[18] (Találkozott Henryk Jabłoński államelnökkel és Edward Gierek első titkárral.)
- június 4. – Jerry John Rawlings repülő hadnagy – egy katonai puccs élén – magához ragadja a hatalmat Ghánában.[19]
- június 9. – A Magyar Kereskedelmi Kamara és a Hírlapkiadó Vállalat alapításában megjelenik a Heti Világgazdaság.[20]
- június 18. – Leonyid Brezsnyev és Jimmy Carter amerikai elnök Bécsben aláírja a SALT–2 megállapodást.[21]

### Július
- július 23. – A csehszlovák hatóságok letartóztatják – később eljárás nélkül szabadon engedik – Duray Miklóst, mint VONS szimpatizánst. (Letartóztatását a következő hetekben számos magyar értelmiségi kihallgatása, házkutatások sora követi.)[22]

### Szeptember
- szeptember 1. – Felrobban a brassói traktorgyár régi öntödéje. 47 munkás meghal, 46 súlyosan megsebesül. Ez volt minden idők legnagyobb romániai munkabalesete.[23]
- szeptember 7. - Ünnepélyes keretek között Tiszaújvárosban felavatják Magyarország negyedik legnagyobb erőművét, az AES-Tisza II hőerőművet.
- szeptember 17. – Afganisztánban egy puccs során megölik Taraki szovjetbarát pártvezért. Helyére a nacionalista Hafizullah Amin, a volt miniszterelnök lép.
- szeptember 24. – Ghánában a katonai vezetés átadja a hatalmat – a választáson győztes – Hilla Limannak, akinek vezetésével létrejön a harmadik köztársaság.
- szeptember 29.–október 8. – II. János Pál pápa apostoli látogatása Írországban és az Egyesült Államokban.

### Október
- október 1. – Alhaji Shehu Shagari vezetésével újra polgári kormányzás veszi kezdetét Nigériában.[24][25]
- október 2. – II. János Pál pápa felszólal az ENSZ közgyűlésén.
- október 19. – A Szovjetunió és Nicaragua között diplomáciai kapcsolat létesül.
- október 26. – A Koreai Központi Hírszerző Ügynökség (KCIA) igazgatója agyonlövi – az 1961-es katonai puccsal hatalomra kerülő – Pak Csong Hi tábornok-államfőt.[26]

### November
- november 4. – Iszlám forradalmárok elfoglalják az USA teheráni nagykövetségét, 61 diplomatát és alkalmazottat túszul ejtve.[4]
- november 20. – Iszlám fundamentalisták felkelése Szaúd-Arábiában a nyugatbarát kormány ellen. Fegyveresek elfoglalják a mekkai Nagymecsetet, 6000 zarándokot túszul ejtenek. A lázadást több hetes véres ostrom után, francia különleges egységek segítségével sikerül leverni.
- november 23.. – Az Román Kommunista Párt XII. kongresszusának zárónapján a párt egyik alapítója, a 84 éves Constantin Pîrvulescu beszédében Ceauşescu újraválasztása ellen foglal állást, mivel – véleménye szerint – a politikus „saját érdekeit az országéi fölé helyezte, megszegte a pártdemokráciát és példátlan személyi kultusz középpontjává vált”.[27]
- november 26. – Venezuelában 500 milliárd barrelre becsült olajlelőhelyet fedeznek fel, ettől megkétszereződnek az OPEC  tartalékai.
- november 28–30. – II. János Pál pápa apostoli látogatása Törökországban, hogy új ökumenikus megbeszélést kezdjen az ortodox egyházzal.

### December
- december 5. – A szovjet külügyminisztérium tiltakozik az amerikai közepes hatótávolságú rakéták tervezett nyugat-európai telepítése ellen.
- december 11. – Befejezi munkáját a NATO Különleges Csoport.
- december 12. – A NATO–tagországok külügy- és védelmi miniszterek rendkívüli értekezlete Brüsszelben.[28]
- december 22. – Omišaljon felavatják az Adria-kőolajvezetéket.[29]
- december 25. – Három – légi úton Kabulba szállított – szovjet légideszantezred elfoglalja az afgán főváros repülőterét, majd négy gépesített lövészhadosztály lépi át a közös határt.
- december 27. – Egy afgán csoport – szovjet segítséggel – megöli Hafizullah Amin elnököt, s az ország vezetőjévé Babrak Karmalt teszik meg.
- december 29. – Az Észak-atlanti Tanács rendkívüli ülése azt követően, hogy a szovjet erők behatoltak Afganisztánba.[11] (>> december 25–26.)

### Határozatlan dátumú események
- Megalakul Magyarország első természetvédelmi egyesülete, a Bükki Nemzeti Park Baráti Köre (jelenleg: Holocén Természetvédelmi Egyesület).

## Az év témái

### 1979 a filmművészetben
- augusztus 16. – George Lucas filmje, a Csillagok háborúja első bemutatója Magyarországon
- A Seriff az égből sci-fi vígjáték olaszországi bemutatója

### 1979 az irodalomban
- Somlyó György – Másutt (tanulmányok), Szépirodalmi
- Esterházy Péter – Termelési-regény (kisregény). Regény. Bp., Magvető, 474 o.
- Megjelenik Grendel Lajos Hűtlenek című elbeszéléskötete.[30]

### 1979 a légi közlekedésben
- november 28. – Lezuhan az Air New Zealand 901-es járata az Antarktiszon. A gépen utazó 302 ember  életét vesztette.[31]

### 1979 a sportban
- A Újpesti Dózsa nyeri az NB1-et. Ez a klub 18. bajnoki címe.

### 1979 a tudományban
- március 5. – a Voyager–1 280 ezer km-re közelítette meg a Jupitert
- július 9. – a Voyager–2 650 ezer km-re közelítette meg a Jupitert

### 1979 a zenében

#### Fontosabb külföldi albumok
- ABBA: Voulez-Vous
- AC/DC: Highway to Hell
- Amii Stewart: Knock on Wood / Paradise Bird
- Amanda Lear: Never Trust a Pretty Face
- Accept: Accept
- Aerosmith: Night in the Ruts
- Bee Gees: Spirits Having Flown
- Carole King: Touch the Sky
- Cher: Take Me Home / Prisoner
- Grace Jones: Muse
- The B-52’s: The B-52’s
- The Beach Boys: L.A. (Light Album)
- Blondie: Eat to the Beat
- Richard Sanderson: No Stickers Please
- Donna Summer: Bad Girls
- Foreigner: Head Games
- Kiss: Dynasty
- Kim Carnes: St. Vincent's Court
- David Bowie: Lodger
- Tina Turner: Love Explosion
- The Clash: London Calling
- Dire Straits: Communiqué
- Michael Jackson: Off the Wall
- Motörhead: Overkill / Bomber
- Mike Oldfield: Platinum
- Joy Division: Unknown Pleasures
- Madness: One Step Beyond…
- Fleetwood Mac: Tusk
- Gary Numan: The Pleasure Principle
- Pink Floyd: The Wall
- REO Speedwagon: Nine Lives
- Sister Sledge: We Are Family
- Supertramp: Breakfast in America
- The Police: Reggatta de Blanc
- Queen: Live Killers
- Suzi Quatro: Suzi... and Other Four Letter Words
- The Specials: Specials
- Van Halen: Van Halen II
- The Who: The Kids Are Alright
- Wire: 154
- Whitesnake: Lovehunter
- Frank Zappa: Sheik Yerbouti
- Rainbow: Down To Earth
- Tina Turner: Love Explosion

#### Fontosabb hazai albumok
- Cseh Tamás – Bereményi Géza: Fehér babák takarodója
- Karády Katalin
- Koncz Zsuzsa: Valahol
- Koós János: Koós III.
- Kovács Kati: Szívemben zengő dal
- Kovács Kati és a Neoton Família: Disco Party
- Mini: Úton a Föld felé
- Neoton Família: Napraforgó
- Generál: Piros bicikli
- Omega: Gammapolis
- Piramis: III.
- Sztevanovity Zorán: III.

## Születések

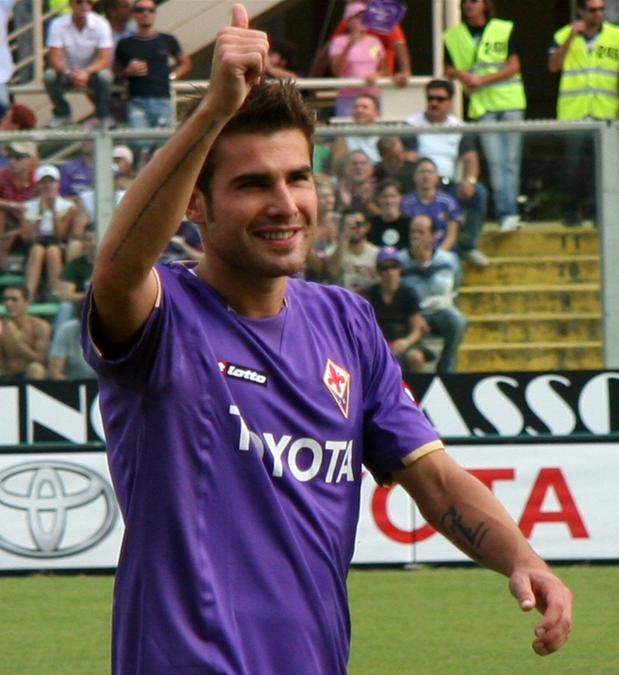
Adrian Mutu

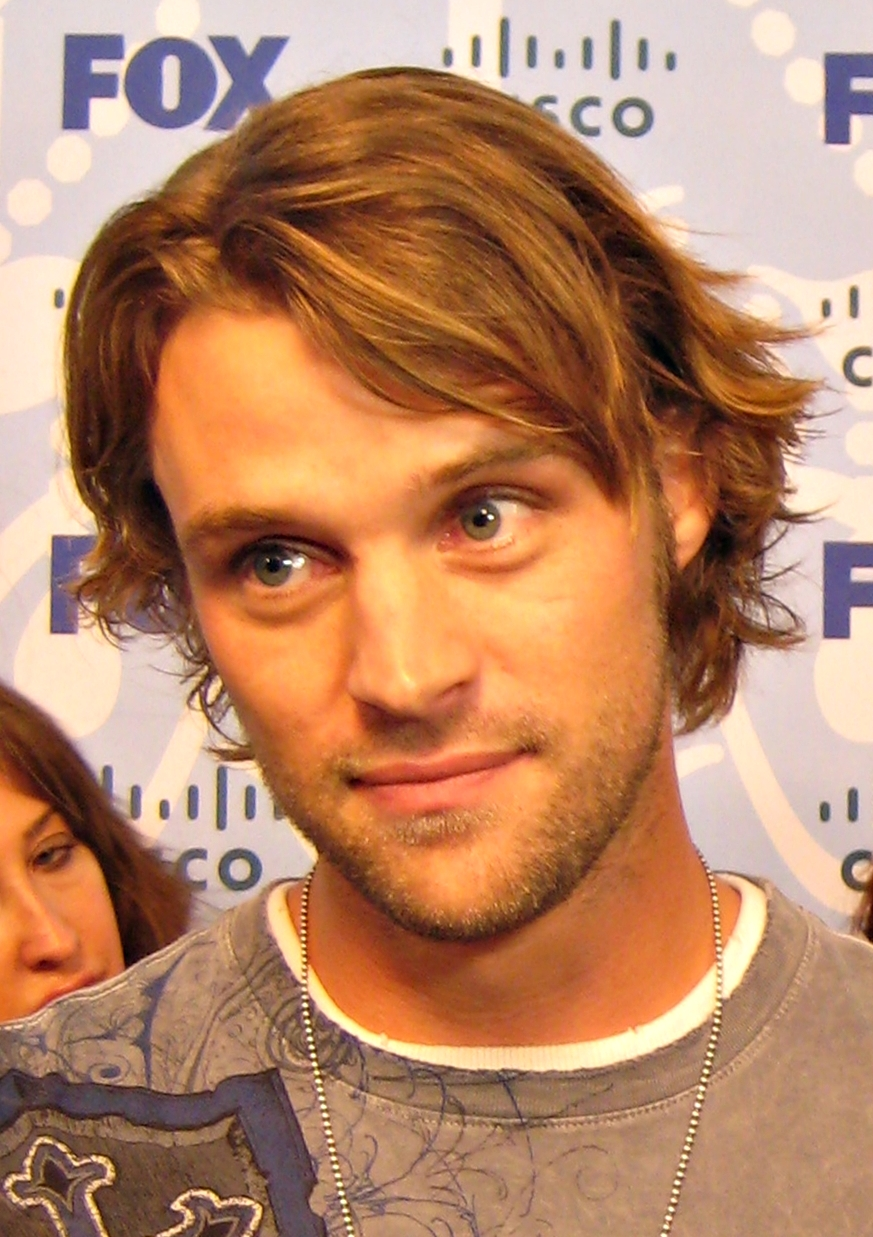
Jesse Spencer

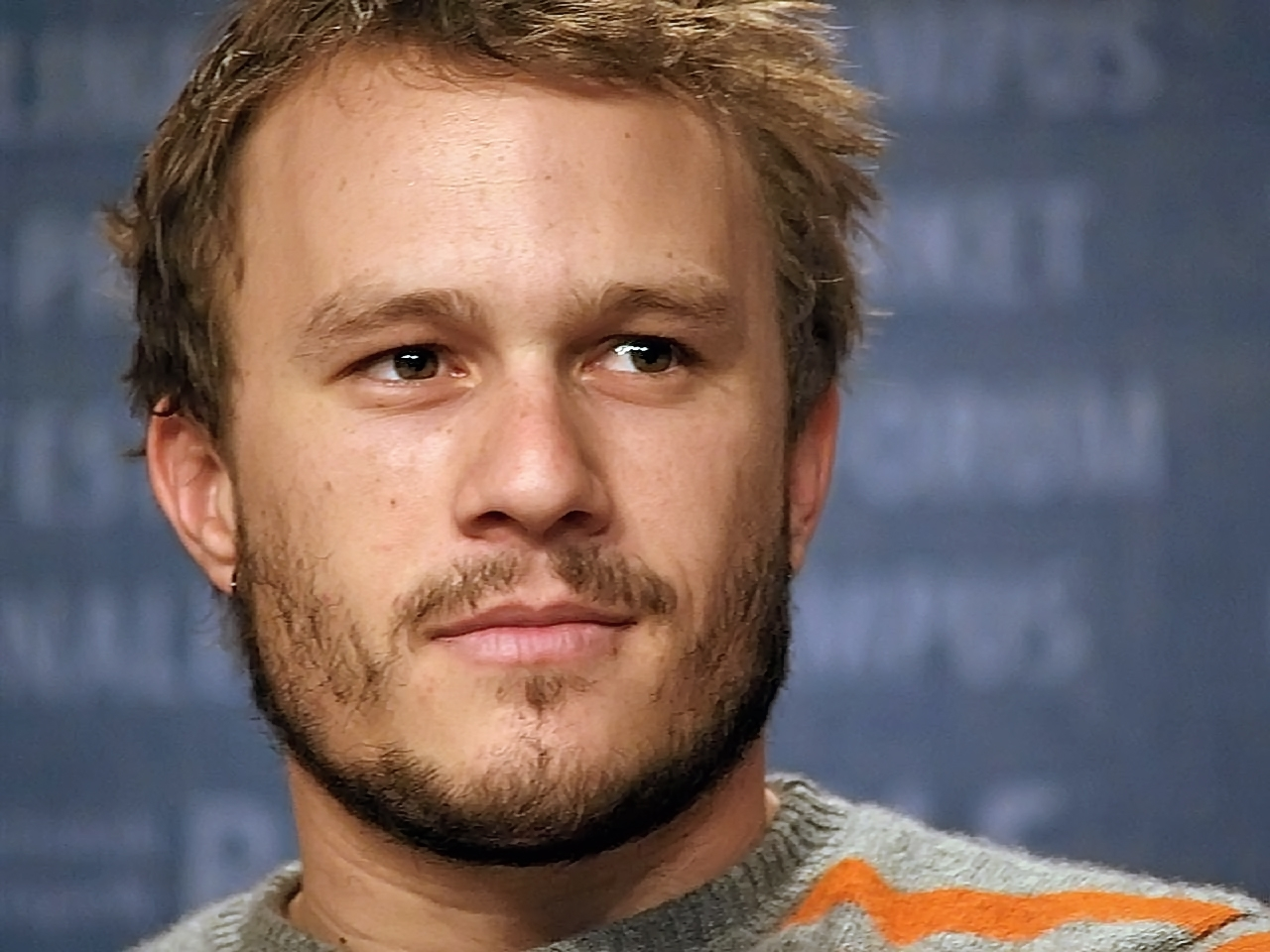
Heath Ledger

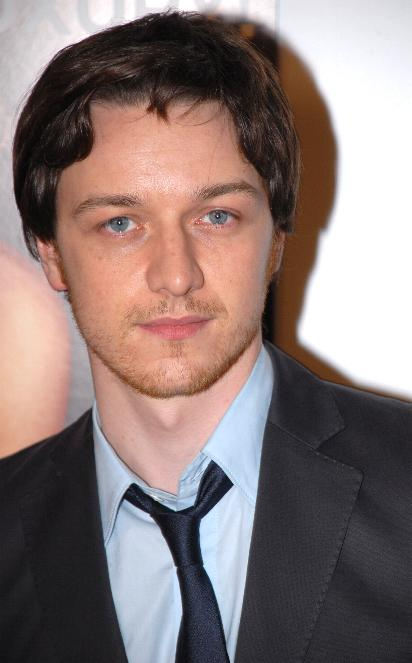
James McAvoy

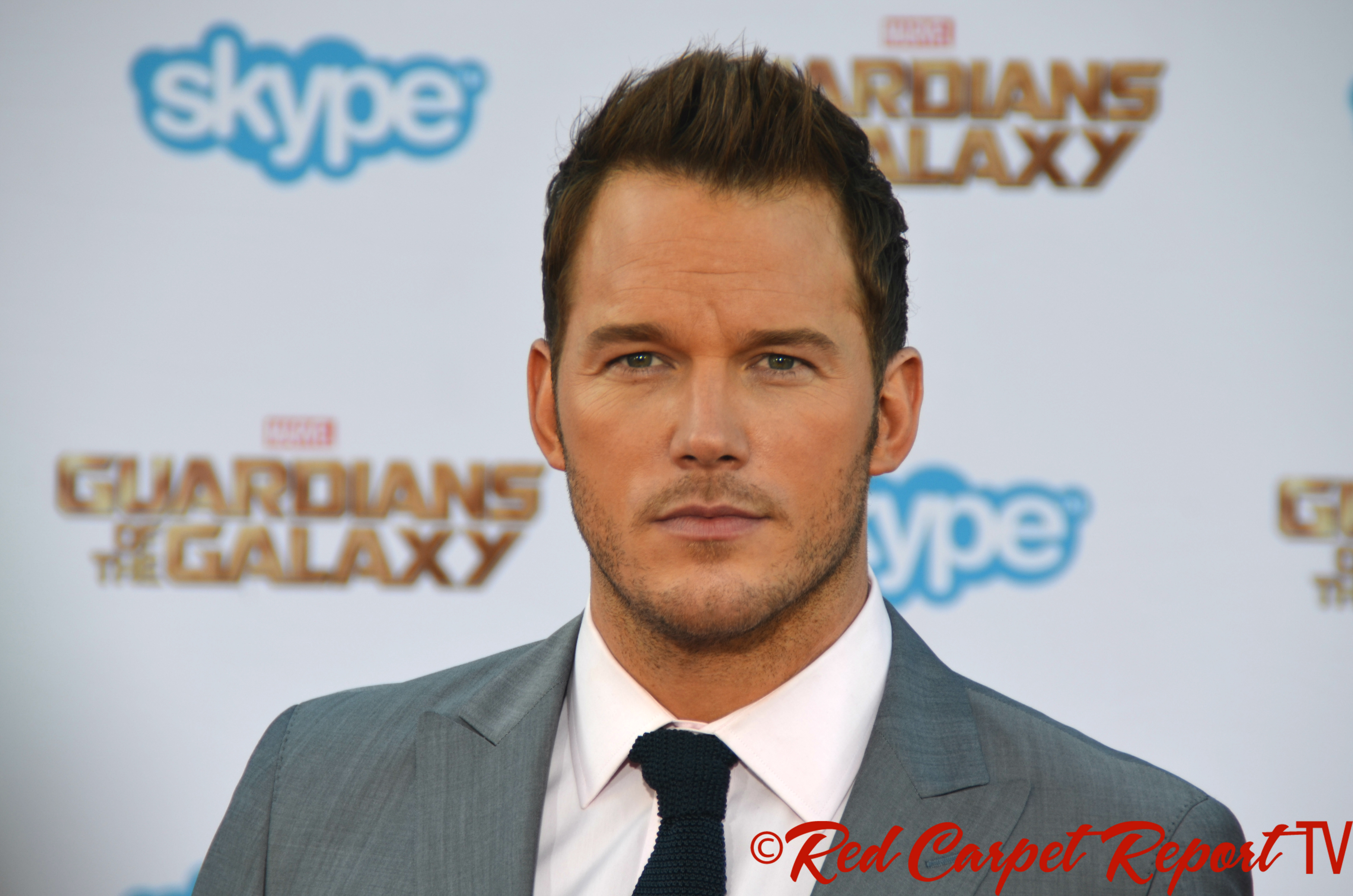
Chris Pratt

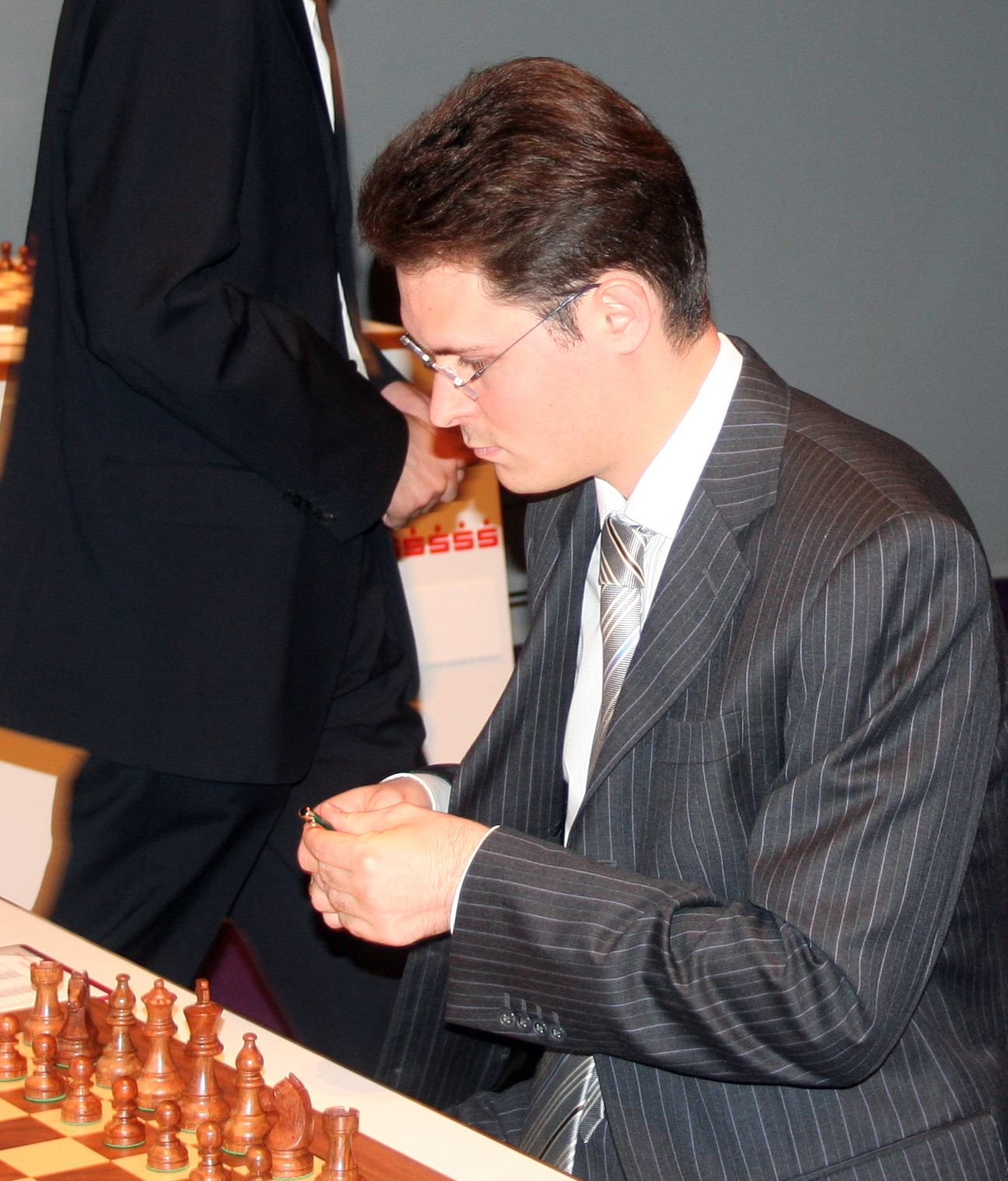
Lékó Péter

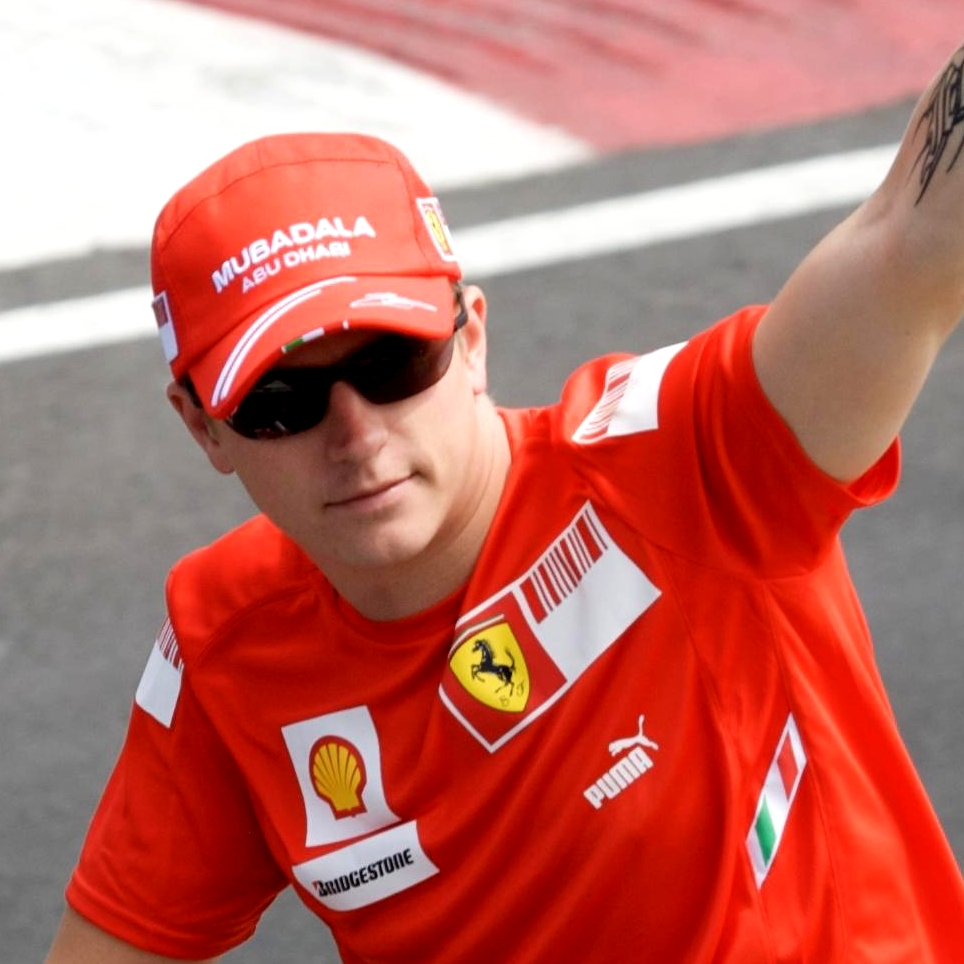
Kimi Räikkönen

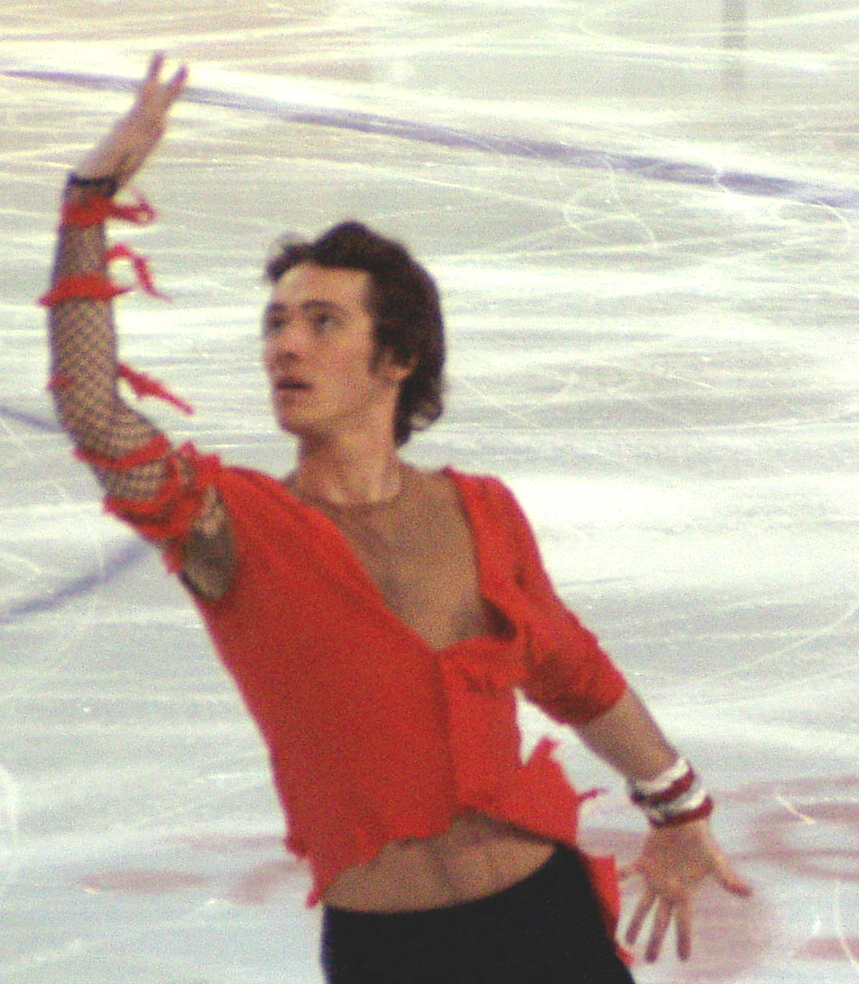
Silvio Smalun

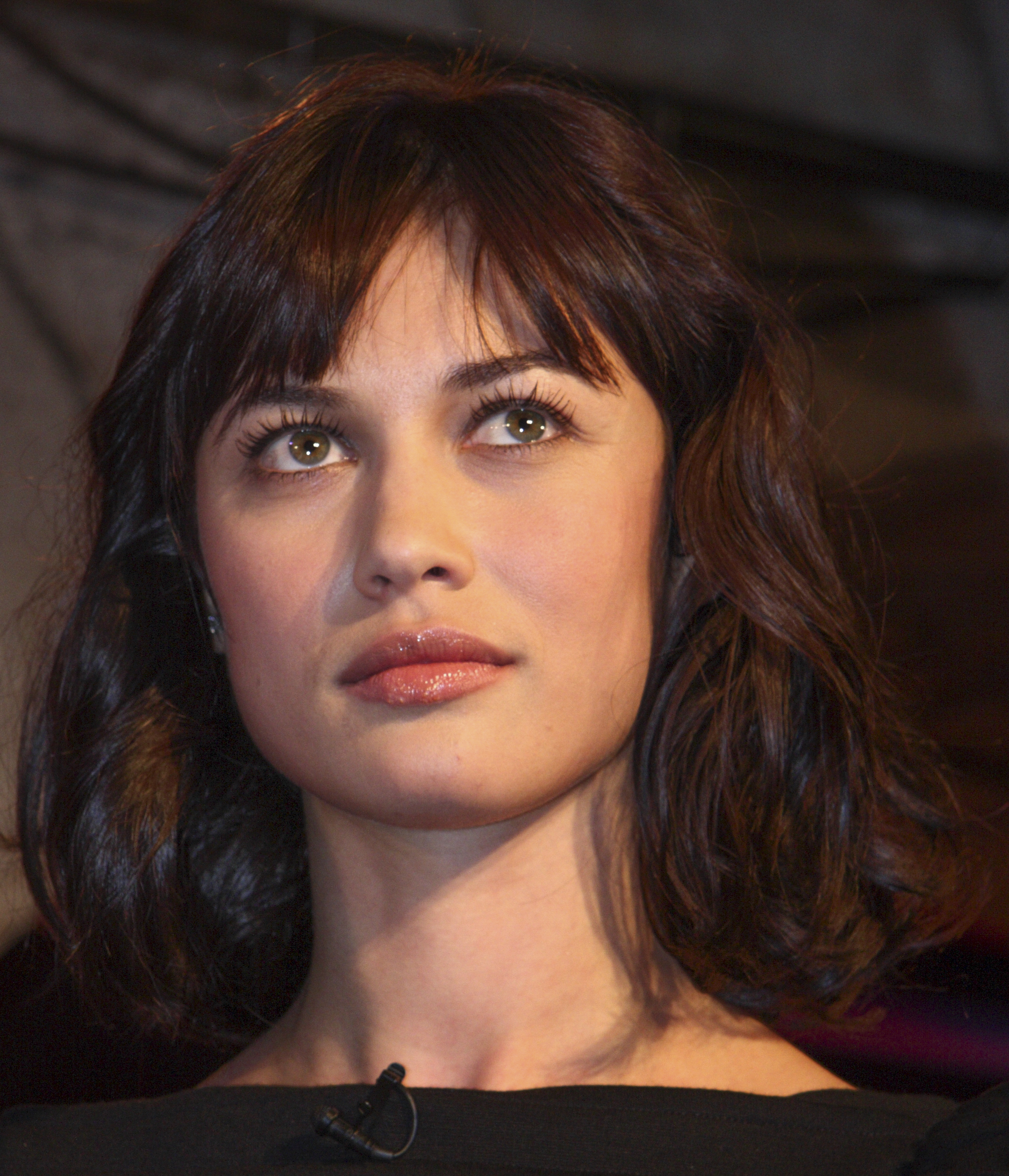
Olha Kurilenko

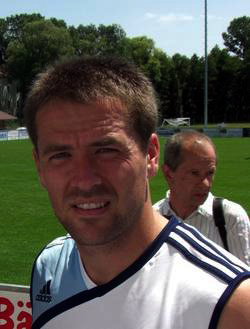
Michael Owen

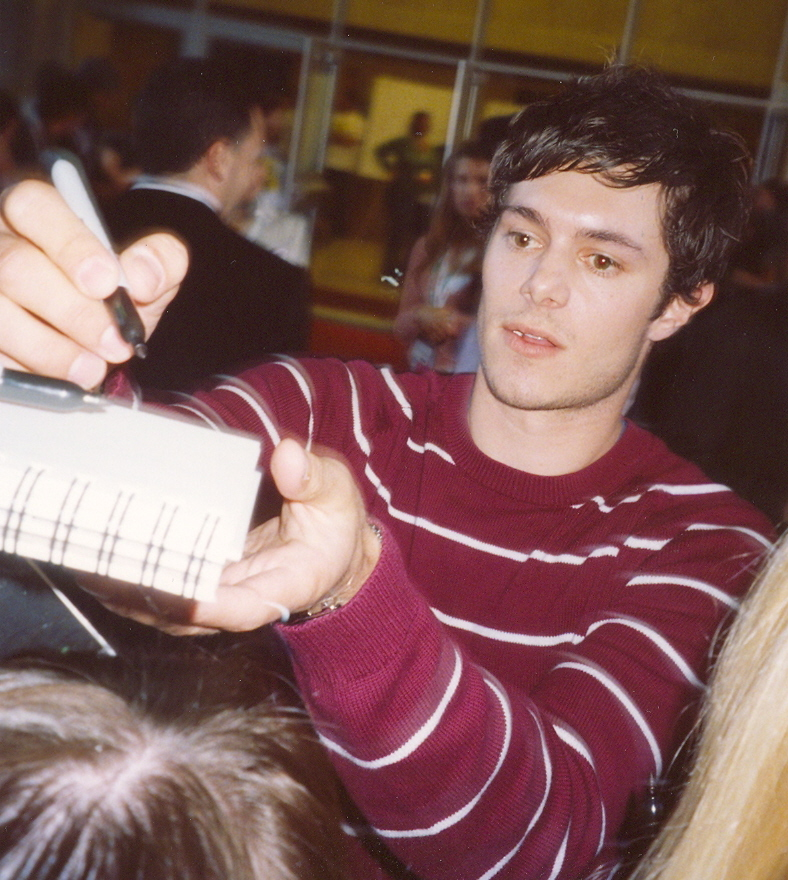
Adam Brody

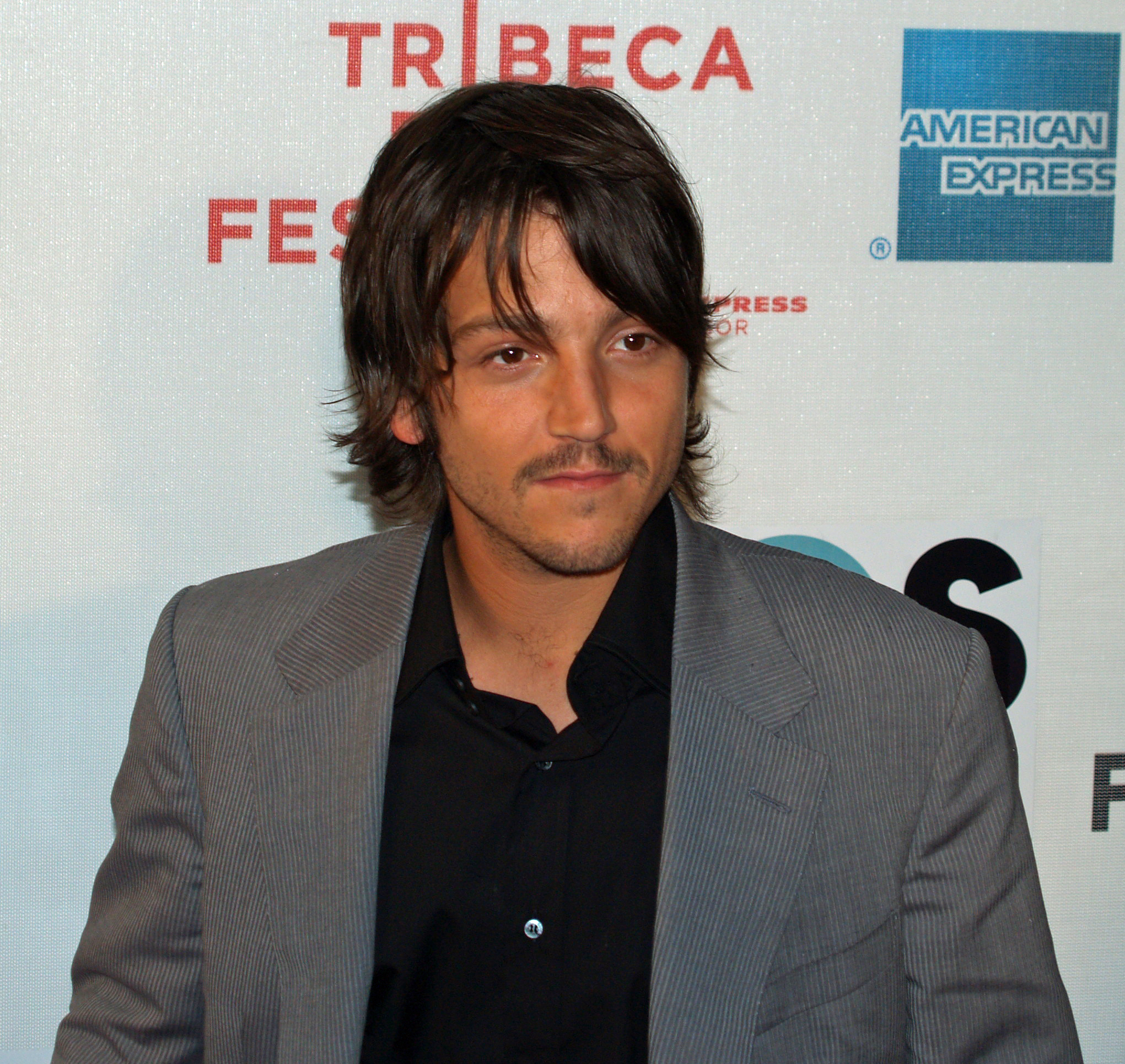
Diego Luna

- január 2. – Robert Newbery, ausztrál műugró
- január 8. – Adrian Mutu, román labdarúgó
- január 8. – Sarah Polley („Váratlan utazás”) kanadai színésznő, énekesnő, filmrendező és forgatókönyvíró
- január 13. – Jang Vej, kínai tollaslabdázó
- január 17. – Bill May világbajnok amerikai szinkronúszó
- január 18. – Paulo Ferreira, portugál labdarúgó
- január 18. – Jay Chou, tajvani énekes, színész, rendező, zeneszerző
- január 26. – Janne Heiskanen finn zenész, dobos  († 2022)
- január 29. – Andrew Keegan, amerikai színész
- január 29. – Eduardo Mingas, angolai kosárlabdázó
- január 29. – Sören Mackeben német vízilabdázó
- február 12. – Jesse Spencer ausztrál színész
- február 16. – Valentino Rossi, motorversenyző
- február 21. – Pascal Chimbonda francia labdarúgó
- február 21. – Jennifer Love Hewitt amerikai színésznő
- február 21. – Mahó Andrea színésznő, énekesnő
- február 27. – Pavel Novotný cseh kosárlabdázó
- február 28. – Ivo Karlović, horvát teniszező
- február 28. – Vindisch Ferenc vízilabdázó
- március 2. – Sergei Davydov, fehérorosz műkorcsolyázó
- március 6. – Pollágh Péter, magyar költő
- március 7. – Tóth Attila színművész, webdesigner
- március 9. – Anson Henry, kanadai atléta
- március 10. – Bodor Richárd, magyar úszó
- március 11. – Josh Cartu, kanadai származású üzletember és autóversenyző
- március 11. – Száraz Dénes magyar színész
- március 11. – Joel Madden amerikai énekes
- március 11. – Benji Madden amerikai gitáros, vokalista
- március 14. – Chris Klein amerikai színész
- március 14. – Nicolas Anelka, francia labdarúgó
- március 18. – Adam Levine, amerikai énekes, zeneszerző, vállalkozó, alkalmi színész
- március 19. – Ivan Ljubičić, horvát teniszező
- március 20. – Balog József zongoraművész
- március 25. – Lee Pace amerikai színész
- március 28. – Daniel Montenegro argentin labdarúgó
- március 30. – Gál Róbert, magyar tornász
- április 4. – Heath Ledger, ausztrál színész († 2008)
- április 8. – Alexi Laiho, a finn Children of Bodom frontembere
- április 12. – Cezar Bădiţă román úszó
- április 16. – Christijan Albers, holland autóversenyző, Formula–1-es pilóta
- április 17. – Wang Feng, kínai műugró
- április 19. – Kate Hudson, amerikai színésznő
- április 20. – Gregor Tait, angol úszó
- április 21. – James McAvoy, angol színész
- április 21. – Dominic Zamprogna kanadai színész
- április 22. – Gera Zoltán, labdarúgó
- április 23. – Lauri Ylönen, finn énekes
- április 26. – Mezei Kitty, magyar szinkronszínész, színésznő
- április 27. – Montserrat Pujol, andorrai atléta
- május 1. – Pauli Rantasalmi finn zenész, gitáros
- május 5. – Cozombolis Leonidász Péter, magyar énekes
- május 5. – Vincent Kartheiser, amerikai színész
- május 10. – Bodor Richárd, úszó
- május 12. – Ricardo Bell, magyar pornószínész
- május 13. – Jakab Albert Zsolt erdélyi néprajzkutató
- május 19. – Majoross Gergely, magyar jégkorongozó
- május 25. – Corbin Allred, amerikai színész
- május 27. – Peller Károly, operett énekes
- május 28. – Jesse Bradford, amerikai színész
- május 29. – Javier Carriqueo, argentin sprinter
- június 3. – Christian Malcolm, angol atléta
  - Zámbori Soma – magyar színész, szinkronszínész
- június 8. – Derek Trucks amerikai gitáros
- június 12. – Gáspár László énekes
- június 15. – Fenyő Iván színész
- június 15. – Steven Barnett, ausztrál műugró
- június 20. – Márkus Judit színésznő
- június 21. – Chris Pratt amerikai színész
- június 22. – Paul Campbell, kanadai színész
- június 27. – Antonio Wannek, német színész
- június 29. – Marleen Veldhuis, holland úszónő
- július 9. – Kerékjártó Tamás, magyar úszó
- július 11. – Éric Abidal francia labdarúgó
- július 12. – Vadász Bea, magyar szinkronszínész
- július 14. – Maier Petruţa Ramona, román kézilabdázó[32]
- július 15. – Travis Fimmel, ausztrál modell, színész
- július 16. – Jim Banks amerikai politikus, katona
- július 22. – Budai Krisztián, magyar jégkorongozó
- július 23. – Balzsay Károly, magyar világbajnok ökölvívó
- augusztus 1. – Jason Momoa, amerikai modell, színész
- augusztus 3. – Evangeline Lilly, kanadai színésznő
- augusztus 5. – David Healy, északír labdarúgó
- augusztus 5. – Majka, magyar rapper, dalszövegíró, műsorvezető
- augusztus 7. – Eric Johnson, kanadai színész
- augusztus 7. – Youssef Baba, marokkói sprinter
- augusztus 8. – Mujahid Zoltán énekes
- augusztus 9. – José Guerra kubai műugró
- augusztus 12. – Austra Skujyte, litván súlylökő
- augusztus 19. – Andrea Coppolino, olasz tornász
- augusztus 21. – Tolnai Talida, román kézilabdázó[33]
- augusztus 24. – Tóth Zoltán, magyar műkorcsolyázó
- szeptember 8. – Lékó Péter, sakknagymester
- szeptember 8. – Pink, amerikai énekesnő
- szeptember 9. – Lukas Behnken, amerikai színész
- szeptember 15. – Dave Annable, amerikai színész
- szeptember 22. – Emilie Autumn, amerikai énekesnő, hegedűművész
- szeptember 24. – Ted Jan Roberts, amerikai színész
- szeptember 24. - Justin Bruening amerikai színész
- szeptember 25. – Jason Koumas, Walesi válogatott, labdarúgó
- szeptember 25. – Michele Scarponi, olasz kerékpáros († 2017)
- szeptember 27. – Görög Zita, modell műsorvezető
- szeptember 27. – Horváth Zoltán válogatott kosárlabdázó († 2009)
- szeptember 29. – Szabó Simon magyar színművész
- szeptember 30. – Primož Kozmus, szlovén kalapácsvető
- október 1. – Pukli István, magyar–történelem szakos tanár
- október 2. – Yann Cucherat, francia tornász
- október 3. – Josh Klinghoffer, a Red Hot Chili Peppers gitárosa
- október 11. – Sergio Alvarez, kubai súlyemelő
- október 15. – Paul Robinson angol labdarúgó
- október 16. – Ambrus Tamás , lemezlovas
- október 17. – Kimi Räikkönen finn autóversenyző, Formula–1-es pilóta, 2007 világbajnoka
- október 18. – Ana Pouhila, tongai atléta
- október 20. – John Krasinski, amerikai színész
- október 27. – George Helmy amerikai politikus
- október 28. – Aki Hakala finn zenész, dobos
- október 29. – Andrew-Lee Potts angol színész
- november 2. – Silvio Smalun, német műkorcsolyázó
- november 10. – Kovalovszky Dániel, fotóriporter, fotóművész
- november 14. – Olha Kosztyantinyivna Kurilenko, ukrán modell és filmszínész
- november 22. – Raúl Arévalo spanyol színész
- november 22. - Fésűs Bea – magyar színésznő, szinkronszínész
- november 23. – Nihat Kahveci török labdarúgó
- november 27. – Teemu Tainio finn labdarúgó
- november 27. – Eero Heinonen finn zenész, basszusgitáros
- december 1. – Madaras Norbert, olimpiai bajnok vízilabdázó
- december 4. – Gareth Jones, walesi rugbyjátékos († 2008)
- december 5. – Nick Stahl, amerikai színész
- december 5. – Khumiso Ikgopoleng, botswanai ökölvívó
- december 6. – Filó Tamás labdarúgó
- december 11. – Massimo Scali, olasz műkorcsolyázó
- december 13. – Artem Csubarov, orosz jégkorongozó
- december 14. – Michael Owen, angol labdarúgó
- december 15. – Adam Brody, amerikai színész
- december 18. – Bálint Éva, színésznő
- december 28. – James Blake, amerikai teniszező
- december 28. – Daniel Forfang, norvég síugró
- december 29. – Diego Luna, mexikói színész
- december 31. – Hercegfalvi Zoltán labdarúgó

## Halálozások
- január 15. – Hollósi Frigyes, evezős, úszó, edző, sportvezető (* 1906)
- január 28. – Berei Andor magyar közgazdász, politikus, egyetemi oktató (* 1900)
- február 4. – Harangi Imre, olimpiai bajnok ökölvívó (* 1913)
- február 7. – Josef Mengele, az auschwitzi koncentrációs tábor orvosa (* 1911)
- február 9. – Gábor Dénes, magyar származású Nobel-díjas tudós, a hologram feltalálója (* 1900)
- február 10. – Edvard Kardelj, szlovén származású jugoszláv kommunista politikus, a munkásönigazgatás teoretikusa, Tito legközelebbi munkatársa (* 1910)
- február 15. – Huszty Dénes, gépészmérnök, akusztikus (* 1927)
- március 1. – Mustafa Barzani, iraki kurd vezér (* 1903)
- március 6. – Kádas Géza, úszó (* 1926)
- március 12. – Vaszy Viktor, zeneszerző, karmester (* 1903)
- április 4.
  - Mesterházi Lajos, író (* 1916)
  - Zulfikar Ali Bhutto, volt pakisztáni miniszterelnök, köztársasági elnök (* 1928)
- április 10. – Várkonyi Zoltán, színész, rendező (* 1912)
- május 3. – Abádi Ervin, író, grafikus (* 1918)
- május 10. – Bibó István, jogász, politológus (* 1911)
- május 17. – Donyale Luna, amerikai modell, színésznő (* 1945)
- május 18. – Consuelo Suncín Sandoval Zeceña, salvadori művésznő, Antoine de Saint-Exupéry felesége (* 1901)
- május 26. – Utassy Sándor magyar mellúszó (* 1931)
- június 11. – John Wayne, amerikai színész (* 1907)
- június 12. – Nagy Ferenc, volt magyar miniszterelnök, kisgazda politikus (* 1903)
- június 15. – Gyurkó Lajos, magyar tábornok (* 1912)
- június 19. – Passuth László, író, műfordító (* 1900)
- június 24. – Örkény István, író (* 1912)
- július 1.
  - Medovarszki Mihály: tanácselnök (polgármester), párttitkár ( 1910)
  - Gyenge Árpád, magyar színész (* 1925)
- július 8. – Tomonaga Sinicsiró, japán fizikus, a kvantum-elektrodinamika egyik atyja, amiért 1965-ben megosztva fizikai Nobel-díjat kapott Richard Feynmannal és Julian Schwingerrel (* 1906)
- július 12. – Georgij Mihajlovics Berijev, szovjet repülőgép-tervező (* 1903)
- július 22. – Kocsis Sándor, labdarúgó, az Aranycsapat csatára (* 1929)
- augusztus 3. – Bertil Gotthard Ohlin svéd közgazdász, politikus (* 1899)
- augusztus 17. – Kesztyűs Loránd orvos, immunológus, az MTA tagja, a magyarországi immunológia úttörő jelentőségű alakja (* 1915)
- augusztus 26. – Mika Waltari, finn író (* 1908)
- augusztus 27. – Lajos Ferenc battenbergi herceg battenbergi herceg, India alkirálya és főkormányzója, Burma grófja, illetve várgrófja, Romsey bárója, a Brit Királyi Hadsereg parancsnoka (* 1900)
- augusztus 28. – Konsztantyin Mihajlovics Szimonov, orosz író, költő (* 1915)
- szeptember 1. – Tarján Róbert, orvos, az orvostudományok doktora (* 1913)
- szeptember 4. – Öveges József, Kossuth-díjas fizikus, egyetemi tanár (* 1895)
- szeptember 13. – Krepuska István magyar jégkorongozó (* 1899)
- szeptember 14. – Pátzay Pál, magyar szobrászművész, éremművész (* 1896)
- szeptember 20. – Ludvik Svoboda, csehszlovák köztársasági elnök, tábornok (* 1895)
- szeptember 25.
  - Ignácz Rózsa, író, műfordító (* 1909)
  - Tapio Rautavaara, finn énekes, sportoló, filmszínész (* 1915)
- október 10. – Angyal László magyar zeneszerző (* 1900)
- október 22.
  - Nadia Boulanger, zenepedagógus (* 1887)
  - Jakabos Ödön erdélyi magyar író (* 1940)
- október 28. – Csűrös Zoltán vegyészmérnök, az MTA tagja (* 1901)
- november 7. – Joó Rózsi, magyar színésznő (* 1900)
- november 21. – Zsozef Jakovlevics Kotyin, szovjet harckocsitervező, miniszterhelyettes (* 1908)
- november – Klein Antal magyarországi német földbirtokos, főispán, országgyűlési képviselő (* 1885)
- december 1. – Maszlay Lajos, olimpiai bronzérmes, világbajnok vívó (* 1903)
- december 24. – Béri Géza, magyar költő, író, műfordító (* 1933)
- december 27. – Hafizullah Amin, afgán elnök (* 1929)
- december 31. – Luis Induni, olasz-spanyol színész (* 1920)

## Nobel-díjak
| Fizikai            | Sheldon Lee Glashow, Abdus Salam, Steven Weinberg |
| Kémiai             | Herbert Charles Brown, Georg Wittig               |
| Orvosi-fiziológiai | Allan McLeod Cormack, Godfrey Hounsfield          |
| Irodalmi           | Odiszéasz Elítisz                                 |
| Béke               | Teréz anya                                        |
| Közgazdasági       | Theodore Schultz, Arthur Lewis                    |